# Callahan (Florida)
Callahan è un comune degli Stati Uniti d'America, situato in Florida, nella Contea di Nassau.